# Élections au Parlement d'Andalousie de 1982
Les élections au Parlement d'Andalousie de 1982 (en espagnol : Elecciones al Parlamento de Andalucía de 1982) se tiennent le dimanche 23 mai 1982, afin d'élire les 109 députés de la Ire législature du Parlement d'Andalousie pour un mandat de quatre ans.
Le Parti socialiste remporte la majorité absolue des sièges, une première en Espagne depuis la fin du franquisme, tandis que l'Alliance populaire devient la deuxième force politique devant l'Union du centre démocratique. Deux mois après le scrutin, le socialiste Rafael Escuredo est investi président de la Junte par le Parlement avec le soutien de ses seuls députés.

## Mode de scrutin

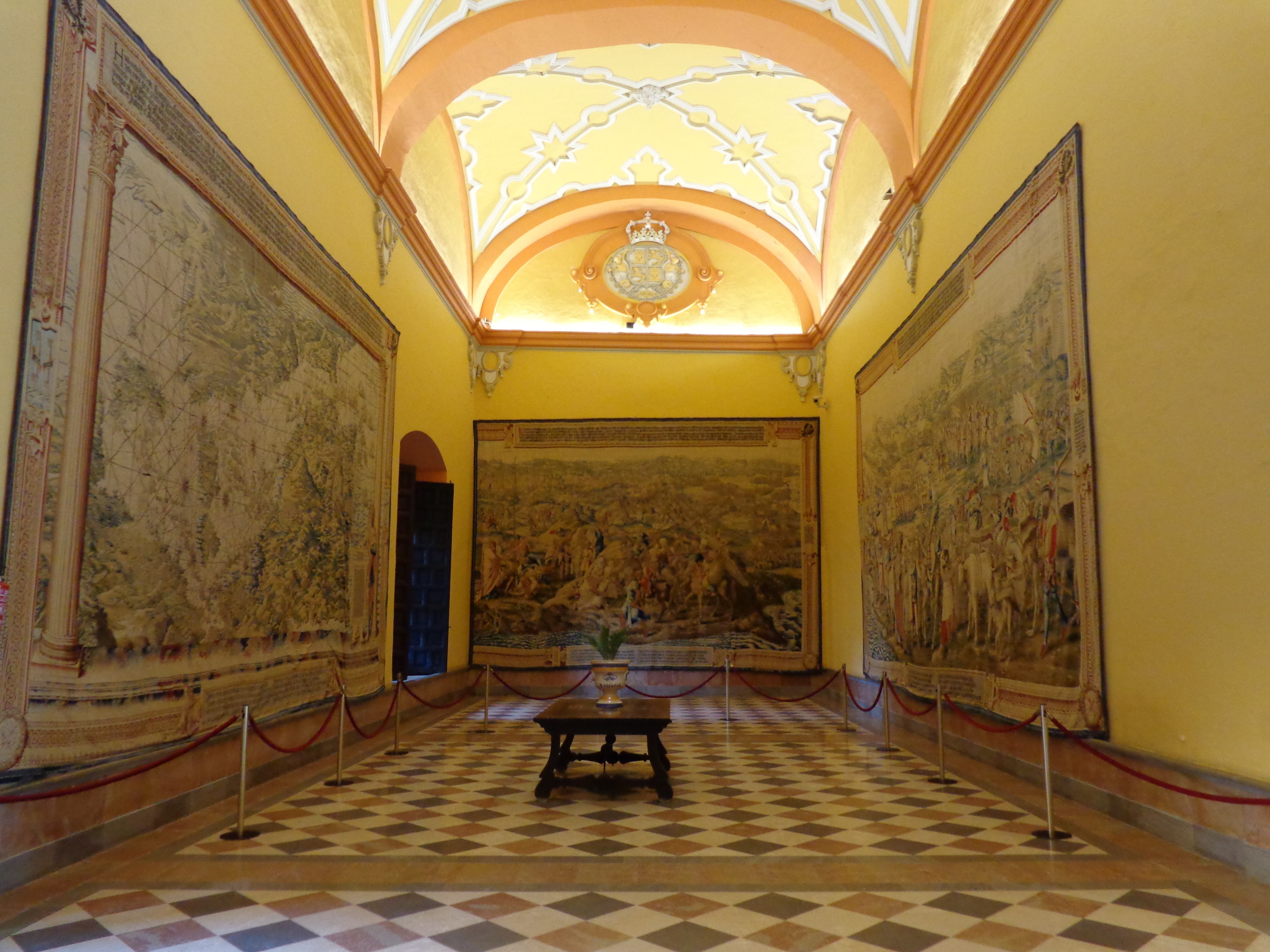
Le salon des tapisseries de l'alcazar de Séville, lieu de réunion de la toute première session du Parlement.

Le Parlement d'Andalousie (Parlamento de Andalucía) est une assemblée parlementaire monocamérale constituée de 109 députés (diputados), élue pour une législature de quatre ans au suffrage universel direct selon les règles du scrutin proportionnel d'Hondt par l'ensemble des personnes résidant dans la communauté autonome où résidant momentanément à l'extérieur de celle-ci, si elles en font la demande.
La communauté autonome d'Andalousie n'étant pas encore dotée d'une loi électorale propre, la quatrième disposition transitoire du statut d'autonomie de 1981 dispose que le Parlement est élu dans les mêmes conditions que le Congrès des députés. L'article 28 dispose que « la province constitue la circonscription électorale ». La disposition transitoire précitée distribue les sièges ainsi :
| Circonscriptions         | Députés |
| ------------------------ | ------- |
| Séville                  | 18      |
| Cadix et Malaga          | 15      |
| Cordoue, Grenade et Jaén | 13      |
| Almería et Huelva        | 11      |

### Présentation des candidatures
Peuvent présenter des candidatures : 
- les partis ou fédérations politiques enregistrées auprès du registre des associations politiques du ministère de l'Intérieur ;
- les coalitions électorales de ces mêmes partis ou fédérations dûment constituées et inscrites auprès de la commission électorale au plus tard 15 jours après la convocation du scrutin ;
- et les électeurs de la circonscription, en nombre d'au moins 500 et représentant au plus 0,1 % des inscrits.

### Répartition des sièges
Seules les listes ayant recueilli au moins 3 % des suffrages valides peuvent participer à la répartition des sièges à pourvoir dans une circonscription, qui s'organise en suivant différentes étapes : 
- les listes sont classées en une colonne par ordre décroissant du nombre de suffrages obtenus ;
- les suffrages de chaque liste sont divisés par 1, 2, 3... jusqu'au nombre de députés à élire afin de former un tableau ;
- les mandats sont attribués selon l'ordre décroissant des quotients ainsi obtenus.

Lorsque deux listes obtiennent un même quotient, le siège est attribué à celle qui a le plus grand nombre total de voix ; lorsque deux candidatures ont exactement le même nombre total de voix, l'égalité est résolue par tirage au sort et les suivantes de manière alternative.

## Campagne

### Principales forces politiques
| Force politique | Force politique                                                                                    | Force politique | Chef de file                             | Idéologie                                                      | Résultats en 1979          |
| --------------- | -------------------------------------------------------------------------------------------------- | --------------- | ---------------------------------------- | -------------------------------------------------------------- | -------------------------- |
|                 | Parti socialiste ouvrier espagnol d'Andalousie (es) Partido Socialista Obrero Español de Andalucía | PSOE-A          | Rafael Escuredo (Président pré-autonome) | Centre gauche Social-démocratie, progressisme, nationalisme    | 33,6 % des voix 23 députés |
|                 | Union du centre démocratique (es) Unión de Centro Democrático                                      | UCD             | Luis Merino (es) (Ex-maire de Malaga)    | Centre Social-libéralisme, démocratie chrétienne, régionalisme | 31,8 % des voix 24 députés |
|                 | Parti communiste d'Andalousie (es) Parti Comunista de Andalucía                                    | PCA             | Felipe Alcaraz (es)                      | Gauche Marxisme-léninisme, communisme, républicanisme          | 13,4 % des voix 7 députés  |
|                 | Parti socialiste d'Andalousie-Parti andalou (es) Partido Socialista de Andalucía-Partido Andaluz   | PSA             | Luis Uruñuela (es) (Maire de Séville)    | Gauche Socialisme, marxisme-léninisme, nationalisme            | 11,1 % des voix 5 députés  |
|                 | Alliance populaire (es) Alianza Popular                                                            | AP              | Antonio Hernández Mancha                 | Droite Conservatisme, démocratie chrétienne                    | 4,3 % des voix 0 député    |

## Déroulement du scrutin
La journée électorale est notamment marquée par des fortes chaleurs, dignes de la période estivale, avec 35°C à l'ombre à Séville et 36°C à Cordoue. À Séville, plusieurs centaines de personnes sont contraintes de faire corriger, autant que faire se peut, directement la liste électorale de leur bureau de vote, le fichier étant truffé d'erreurs. À Huelva, ces mêmes erreurs empêchent le délégué du gouvernement, Félix Manuel Pérez Miyares, et l'ensemble de sa famille d'exercer leur droit de vote. Selon la Garde civile, les Andalous vivant à l'intérieur du territoire régional ont reporté de 2 h leur traditionnelle baignade dominicale à la plage en dépit de la vague de chaleur, afin de voter au préalable. Le général Manuel Saavedra Palmeyro, commandant de la IIe Région militaire, appelle — à sa sortie du bureau de vote — à ce que chacun accepte le verdict des urnes.

## Résultats

### Total régional
| Représentation en hémicycle sur un axe gauche-droite du résultat. |                                                         |           |       |        |  |  |
| Partis                                                            | Partis                                                  | Voix      | %     | Sièges |  |  |
|                                                                   | Parti socialiste ouvrier espagnol d'Andalousie (PSOE-A) | 1 496 522 | 52,73 | 66     |  |  |
|                                                                   | Alliance populaire (AP)                                 | 485 056   | 17,09 | 17     |  |  |
|                                                                   | Union du centre démocratique (UCD)                      | 371 518   | 13,09 | 15     |  |  |
|                                                                   | Parti communiste d'Andalousie (PCA)                     | 243 026   | 8,56  | 8      |  |  |
|                                                                   | Parti socialiste d'Andalousie-Parti andalou (PSA)       | 153 283   | 5,40  | 3      |  |  |
|                                                                   | Fuerza Nueva (FN)                                       | 34 944    | 1,23  | 0      |  |  |
|                                                                   | Parti socialiste des travailleurs (PST) (es)            | 14 601    | 0,51  | 0      |  |  |
|                                                                   | Unification communiste d'Espagne (UCE)                  | 8 148     | 0,51  | 0      |  |  |
|                                                                   | Parti communiste ouvrier espagnol (PCOE)                | 7 880     | 0,28  | 0      |  |  |
|                                                                   | Autres listes                                           | 23 197    | 0,82  | 0      |  |  |
|                                                                   |                                                         |           |       |        |  |  |
| Votes valides                                                     | Votes valides                                           | 2 838 175 | 98,81 |        |  |  |
| Votes blancs                                                      | Votes blancs                                            | 9 358     | 0,33  |        |  |  |
| Votes nuls                                                        | Votes nuls                                              | 24 889    | 0,86  |        |  |  |
| Total                                                             | Total                                                   | 2 872 422 | 100   | 109    |  |  |
| Abstentions                                                       | Abstentions                                             | 1 459 206 | 33,69 |        |  |  |
| Inscrits / Participation                                          | Inscrits / Participation                                | 4 331 628 | 66,31 |        |  |  |

### Par circonscription
|             |             |         |         |        |         |         |        |         |         |        |         |         |        |  |  |  |  |
| Sièges      | Sièges      | 11      | 11      | 11     | 15      | 15      | 15     | 13      | 13      | 13     | 13      | 13      | 13     |  |  |  |  |
|             |             |         |         |        |         |         |        |         |         |        |         |         |        |  |  |  |  |
|             |             | Nombre  | Nombre  | %      | Nombre  | Nombre  | %      | Nombre  | Nombre  | %      | Nombre  | Nombre  | %      |  |  |  |  |
| Inscrits    | Inscrits    | 274 760 | 274 760 | 100,00 | 641 684 | 641 684 | 100,00 | 508 087 | 508 087 | 100,00 | 525 325 | 525 325 | 100,00 |  |  |  |  |
| Abstentions | Abstentions | 111 553 | 111 553 | 40,60  | 251 501 | 251 501 | 39,19  | 132 212 | 132 212 | 26,02  | 172 389 | 172 389 | 32,82  |  |  |  |  |
| Votants     | Votants     | 163 207 | 163 207 | 59,40  | 390 183 | 390 183 | 60,81  | 375 875 | 375 875 | 73,98  | 352 936 | 352 936 | 67,18  |  |  |  |  |
| Nuls        | Nuls        | 1 564   | 1 564   | 0,64   | 3 991   | 3 991   | 1,02   | 2 198   | 2 198   | 0,58   | 2 600   | 2 600   | 0,74   |  |  |  |  |
| Blancs      | Blancs      | 459     | 459     | 0,28   | 1 550   | 1 550   | 0,40   | 1 024   | 1 024   | 0,27   | 1 082   | 1 082   | 0,31   |  |  |  |  |
| Exprimés    | Exprimés    | 161 184 | 161 184 | 99,18  | 384 642 | 384 642 | 98,58  | 372 653 | 372 653 | 99,15  | 349 254 | 349 254 | 98,95  |  |  |  |  |
|             |             |         |         |        |         |         |        |         |         |        |         |         |        |  |  |  |  |
| Partis      | Partis      | Voix    | %       | Sièges | Voix    | %       | Sièges | Voix    | %       | Sièges | Voix    | %       | Sièges |  |  |  |  |
|             | PSOE-A      | 78 870  | 48,93   | 6      | 210 451 | 54,71   | 9      | 182 458 | 48,96   | 7      | 183 406 | 52,51   | 8      |  |  |  |  |
|             | AP          | 27 999  | 17,37   | 2      | 58 909  | 15,32   | 2      | 64 649  | 17,35   | 2      | 59 829  | 17,13   | 2      |  |  |  |  |
|             | UCD         | 35 637  | 22,11   | 3      | 43 889  | 11,41   | 2      | 48 592  | 13,04   | 2      | 51 739  | 14,81   | 2      |  |  |  |  |
|             | PCA         | 6 661   | 4,13    | 0      | 23 251  | 6,04    | 1      | 46 844  | 12,57   | 2      | 31 310  | 8,96    | 1      |  |  |  |  |
|             | PSA-PA      | 6 232   | 3,87    | 0      | 35 288  | 9,17    | 1      | 18 368  | 4,93    | 0      | 9 979   | 2,86    | 0      |  |  |  |  |
|             | Autres      | 5 785   | 3,59    |        | 12 854  | 3,34    |        | 11 742  | 3,15    |        | 12 991  | 3,72    |        |  |  |  |  |

|             |             |         |         |        |         |         |        |         |         |        |         |         |        |  |  |  |  |
| Sièges      | Sièges      | 11      | 11      | 11     | 13      | 13      | 13     | 15      | 15      | 15     | 18      | 18      | 18     |  |  |  |  |
|             |             |         |         |        |         |         |        |         |         |        |         |         |        |  |  |  |  |
|             |             | Nombre  | Nombre  | %      | Nombre  | Nombre  | %      | Nombre  | Nombre  | %      | Nombre  | Nombre  | %      |  |  |  |  |
| Inscrits    | Inscrits    | 287 295 | 287 295 | 100,00 | 445 070 | 445 070 | 100,00 | 664 149 | 664 149 | 100,00 | 985 258 | 985 258 | 100,00 |  |  |  |  |
| Abstentions | Abstentions | 113 074 | 113 074 | 39,36  | 110 663 | 110 663 | 24,86  | 259 318 | 259 318 | 39,04  | 308 496 | 308 496 | 31,31  |  |  |  |  |
| Votants     | Votants     | 174 221 | 174 221 | 60,64  | 334 407 | 334 407 | 75,14  | 404 831 | 404 831 | 60,96  | 676 762 | 676 762 | 68,69  |  |  |  |  |
| Nuls        | Nuls        | 1 275   | 1 275   | 0,73   | 1 988   | 1 988   | 0,59   | 4 636   | 4 636   | 1,14   | 6 637   | 6 637   | 0,98   |  |  |  |  |
| Blancs      | Blancs      | 522     | 522     | 0,30   | 628     | 628     | 0,19   | 1 494   | 1 494   | 0,37   | 2 599   | 2 599   | 0,38   |  |  |  |  |
| Exprimés    | Exprimés    | 172 424 | 172 424 | 98,97  | 331 791 | 331 791 | 99,22  | 398 701 | 398 701 | 98,49  | 667 526 | 667 526 | 98,64  |  |  |  |  |
|             |             |         |         |        |         |         |        |         |         |        |         |         |        |  |  |  |  |
| Partis      | Partis      | Voix    | %       | Sièges | Voix    | %       | Sièges | Voix    | %       | Sièges | Voix    | %       | Sièges |  |  |  |  |
|             | PSOE-A      | 96 080  | 55,72   | 8      | 172 595 | 52,02   | 8      | 215 390 | 54,02   | 9      | 357 272 | 53,52   | 11     |  |  |  |  |
|             | AP          | 21 869  | 12,68   | 1      | 54 582  | 16,45   | 2      | 72 472  | 18,18   | 3      | 124 747 | 18,69   | 3      |  |  |  |  |
|             | UCD         | 32 394  | 18,79   | 2      | 53 794  | 16,21   | 2      | 43 367  | 10,88   | 1      | 62 106  | 9,30    | 1      |  |  |  |  |
|             | PCA         | 32 394  | 5,35    | 0      | 29 759  | 8,97    | 1      | 28 285  | 7,09    | 1      | 67 684  | 10,14   | 2      |  |  |  |  |
|             | PSA-PA      | 7 158   | 4,15    | 0      | 11 567  | 3,49    | 0      | 27 317  | 6,85    | 1      | 37 374  | 5,60    | 1      |  |  |  |  |
|             | Autres      | 5 691   | 3,30    |        | 9 494   | 2,86    |        | 11 870  | 2,98    |        | 18 343  | 2,75    |        |  |  |  |  |

## Analyse

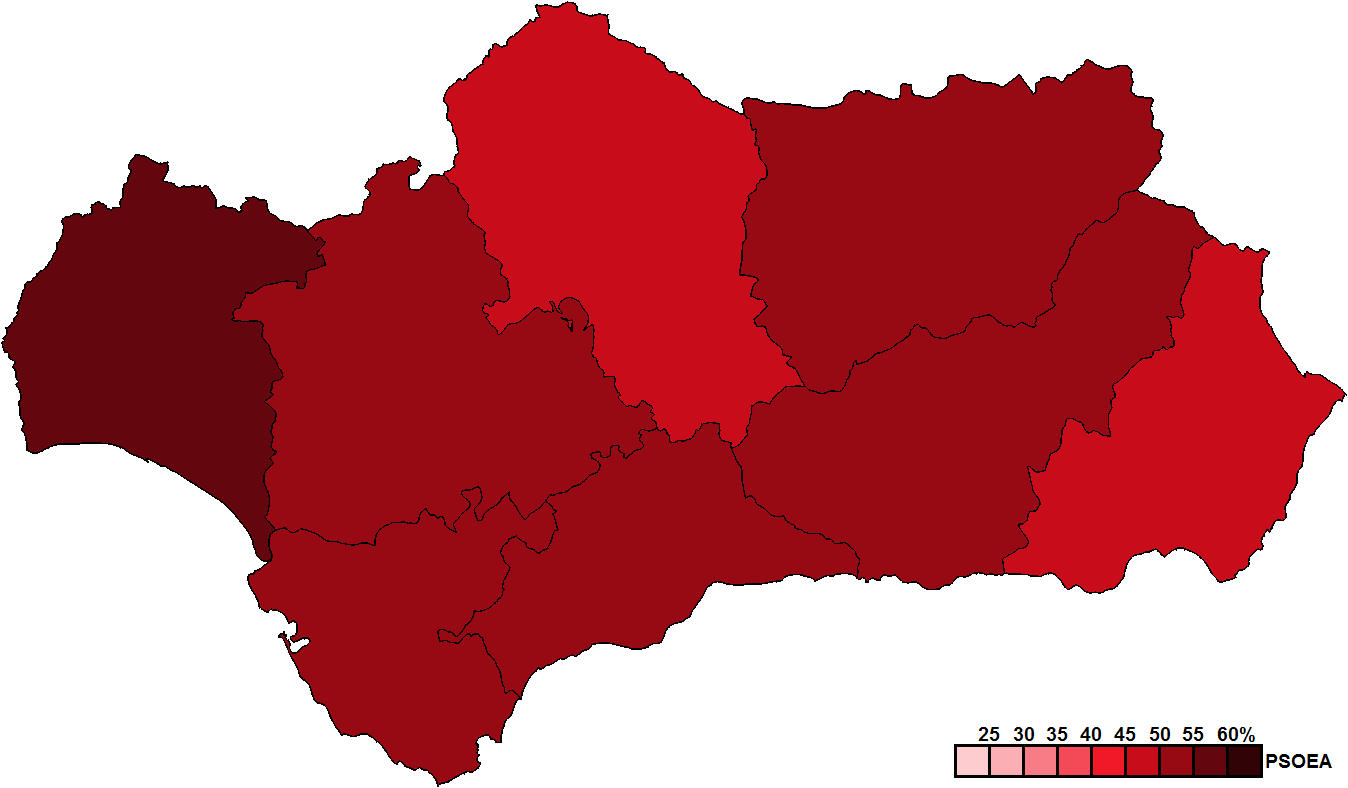
Parti arrivé en tête par circonscription et intensité de son score.

À lui seul, le Parti socialiste remporte la majorité absolue des sièges, un résultat qualifié de « triomphe retentissant » par El País et de « victoire écrasante » par ABC. Le PSOE, qui remporte la première majorité absolue en Espagne depuis 1977, s'impose dans les huit provinces, manquant la majorité absolue des suffrages exprimés dans celles d'Almería et de Cordoue. Il obtient son meilleur résultat en pourcentage dans la circonscription de Huelva et son plus grand nombre de suffrages dans celle de Séville. En voix, il obtient le triple du parti arrivé en deuxième position.
Les résultats sont également marqués par l'effondrement de l'Union du centre démocratique au pouvoir, reléguée à la troisième place derrière l'Alliance populaire,. Ensemble, les deux partis totalisent à peine 30 % des suffrages exprimés. Dans le détail, l'AP arrive deuxième dans six circonscriptions sur huit, cédant la deuxième place à l'UCD dans celles d'Almería et de Huelva. Dans celle de Malaga, dont est originaire le chef de file électoral de l'UCD, celle-ci obtient la moitié des résultats de l'AP.

## Suites
Le 15 juillet 1982, Rafael Escuredo est investi président de la Junte d'Andalousie par le Parlement à l'issue de deux jours de débat, par 66 voix pour et 39 voix contre, l'ensemble des partis autres que le PSOE s'opposant à lui et quatre députés de l'UCD se trouvant absents au moment du vote. Il est officiellement nommé, par décret paru au Bulletin officiel de l'État (BOE), neuf jours plus tard.